# 高彥忠
高彥忠（?—?），南北朝人，北齐孝昭帝高演的第七個兒子。
武平元年（572年）秋七月癸丑，封梁郡王，加仪同三司，与兄弟高彥理、高彥德、高彥基、高彥康同时受封。其后史书事迹不载。